# Sirūr (ort i Indien, Maharashtra)
Sirūr är en ort i Indien.   Den ligger i distriktet Pune och delstaten Maharashtra, i den centrala delen av landet, 1 100 km söder om huvudstaden New Delhi. Sirūr ligger 568 meter över havet och antalet invånare är 31 018.
Terrängen runt Sirūr är platt. Runt Sirūr är det ganska tätbefolkat, med 192 invånare per kvadratkilometer. Sirūr är det största samhället i trakten. Trakten runt Sirūr består till största delen av jordbruksmark.